# إم-47 باتون

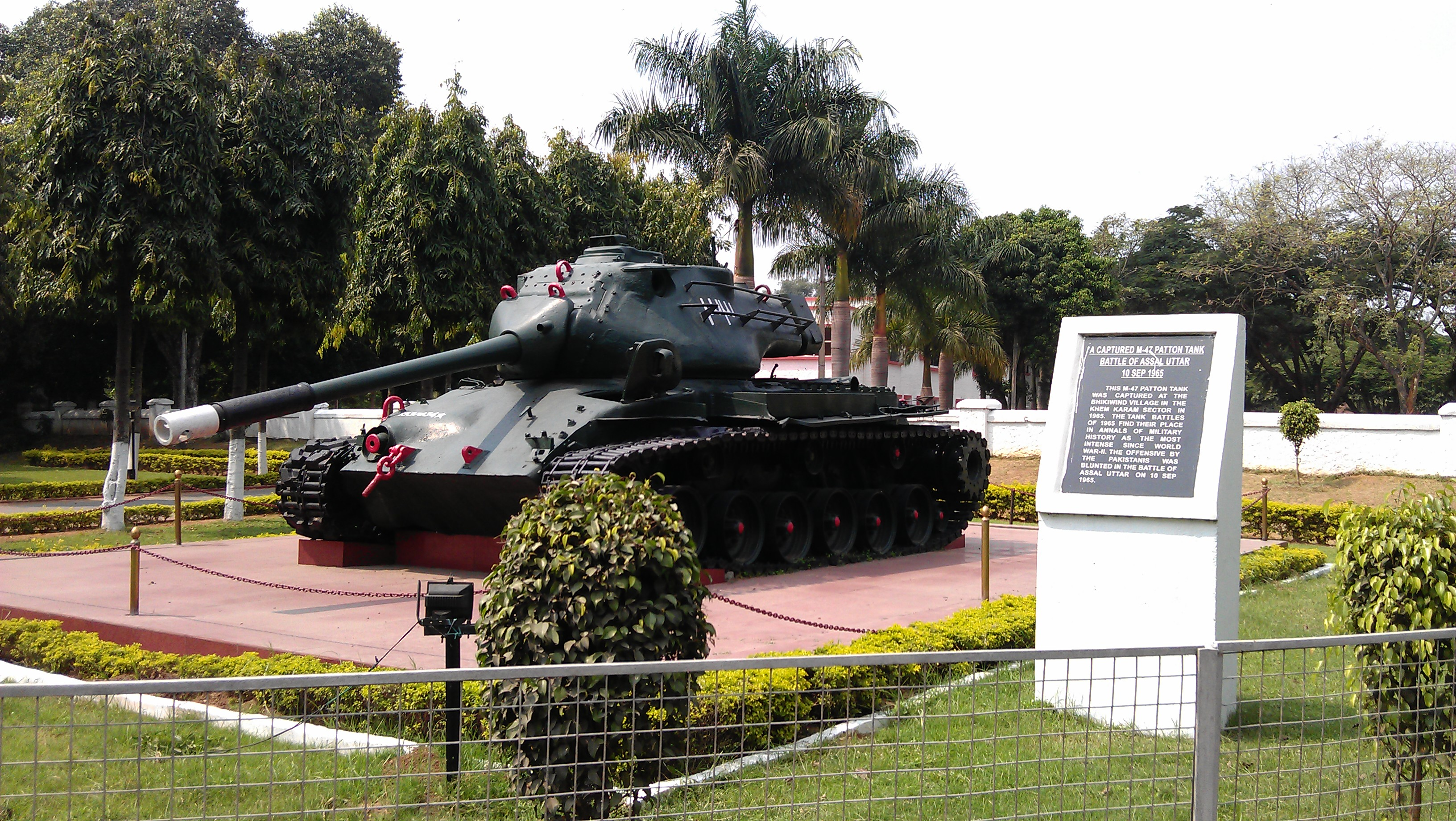
دبابة إم 47 باتون باكستانية أسرها الجيش الهندي عام 1965م.

دبابة إم-47 باتون (بالإنجليزية: M-47 Pattton)‏ هي دبابة أمريكية، وهي ثاني دبابة تسمي بهذا الاسم نسبة إلى الجنرال الأمريكي المعروف جورج باتون دخلت في خدمة الجيش الأمريكي وتم تصديرها لجميع أنحاء العالم.

## وصلات خارجية
- AFV Database: M47 Patton
- GlobalSecurity.org: M47 Patton
- Patton-Mania
- M47 Photos and Walk Arounds on Prime Portal
- "Army's Latest Medium Tank Features Lethal Firepower." Popular Mechanics, June 1952, p. 88. early public relation article for M-47.